# Saint-Coulitz

Saint-Coulitz este o comună în departamentul Finistère, Franța. În 1 ianuarie 2022 avea o populație de 471 de locuitori.